# Kataoka Ichizō

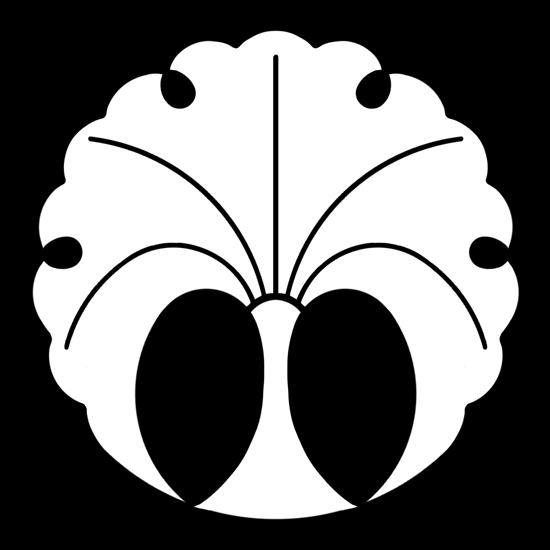
Tachi Ichō no Maru

Kataoka Ichizō est un nom japonais traditionnel ; le nom de famille (ou le nom d'école), Kataoka, précède donc le prénom (ou le nom d'artiste).
Kataoka Ichizō est un nom de scène du théâtre kabuki originaire des théâtres d'Osaka mais dont les acteurs sont de nos jours basés à Tokyo. Le nom s'est transmis depuis le début du XIXe siècle jusqu'à nos jours en six générations. Le blason familial jōmon (定紋) employé pour représenter la lignée est le ichō no maru (銀杏丸), dessin inversé d'une feuille de ginko.

## Kataoka Ichizō I

### Biographie
Kataoka Ichizō I (片岡市蔵) naît avec le nom Fujikawa Shōzaburō (藤川鐘三郎) en 1792, fils d'un acteur kabuki de rang inférieur qui lui donne sa formation initiale. En 1810 il commence son apprentissage auprès du respecté Kataoka Nizaemon VII (片岡仁左衛門) et prend le nom Kataoka Ichizō I.
Il commence sa carrière en jouant dans des petits théâtres de la région d'Osaka hamashibai (浜芝居) et sur des scènes montées dans l'enceinte de sanctuaires shinto. En 1820, il est attaché au théâtre Ōnishi (大西) d'Osaka. Il voyage également dans tout le Japon et joue à Edo (moderne Tokyo), Kyoto, Nagoya et Ise. Il prend les acteurs Kataoka Ichizō II et Kataoka Ichōmaru sous son aile comme élèves.
Sa puissante corpulence et sa forte voix sont bien adaptées aux rôles de « méchants » katakiyaku (敵役) et jitsuaku (実悪) dont il est spécialiste. Il est tellement admiré pour ces performances qu'il gagne le surnom Jitsuaku no oyadama (実悪の親玉) : « Roi des méchants ». Il est, cependant, également crédité de la capacité à offrir de subtiles sewamono (世話物), en particulier dans les rôles de vieillards fukeyaku (老役).
Ichizō I porte le nom de 1810 à 1858 lorsqu'il prend le nom Takekawa Ichizō (竹川市蔵). De 1860 jusqu'au printemps 1862, Ichizō s'interrompt de jouer en raison de problèmes aux yeux et d'une sénilité commençante. Il paraît sur scène une dernière fois le 5e mois lunaire de 1862 dans la pièce Ōmi Genji Senjin Yakata. IL meurt au cours du 7e mois lunaire de 1862.

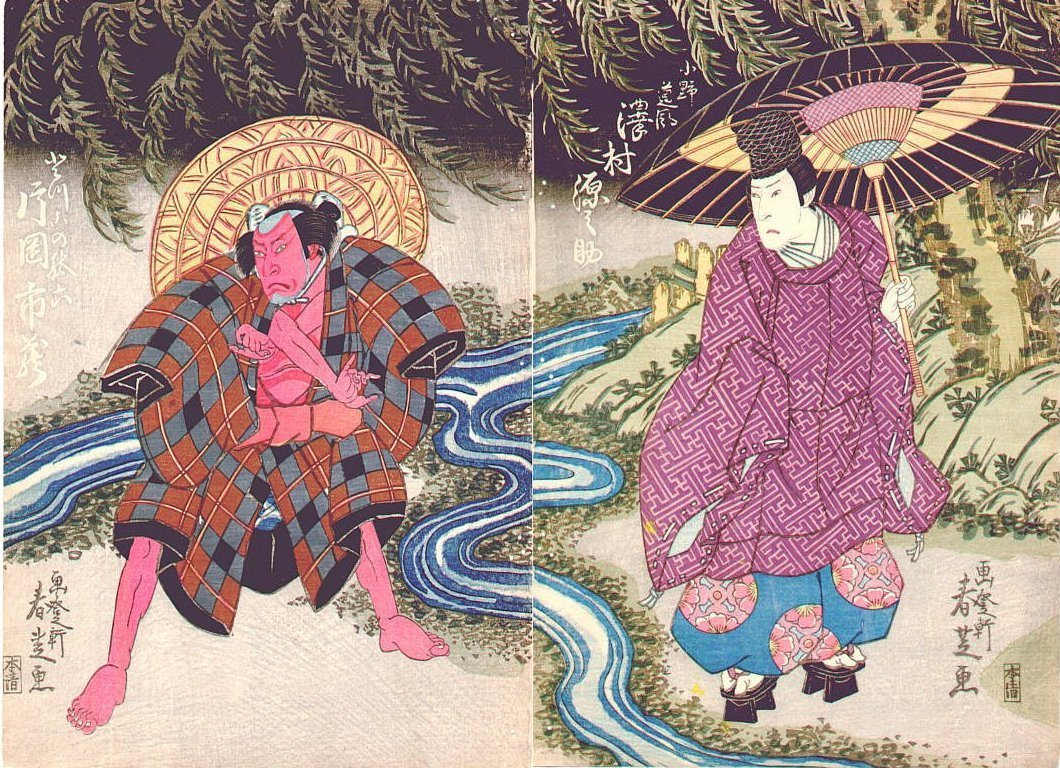
Gatōken Shunshi - (diptyque) Sawamura Gennosuke II en Ono no Tofu (à droite) & Kataoka Ichizō I en Yakko no Daroku (à gauche) dans Ono no Tofu Aoyagi Suzuri

### Noms
Ichizō I est associé à un certain nombre de noms tout au long de sa vie, selon les conventions du kabuki :
- Noms de scène : Takekawa Ichizō (竹川市蔵?) (1858), Kataoka Ichizō I (片岡市蔵?) (1810-1862), Fujikawa Kanezō (?), Fujikawa Kanesaburō (?)
- Surnom : Kata Ichi (片市?)
- Haimyō (俳名?)[4] : Gajō (我丈?), Gashō (我升?)
- Noms de guilde : Yagō (屋号?) : Takekawaya (竹川屋?), Tenmaya (天満屋?), Matsushimaya (松島屋?)

### Représentations
Kataoka Ichizō I apparaît sur des gravures des artistes suivants :
- Sadamasu[5].
- Toshikuni[6].
- Utagawa Kunikazu[7].
- Kunisada
- Konishi Hirosada[8].

## Kataoka Ichizō II

### Biographie
On sait très peu de choses de la vie personnelle d'Ichizō II, dont ses dates de naissance et de décès. Il commence sa carrière avec la famille Kataoka en disciple d'Ichizō I mais continue à étudier au sein du clan Nakamura auprès de Nakamura Utaemon IV. Il est spécialiste des seconds rôles de « méchants » (katakiyaku). Après avoir passé un certain temps à la fin des années 1850 sur les scènes d'Edo avec grand succès, il retourne à Osaka où il rejoint la famille Kataoka. Il prend le nom Kataoka Ichizō II (2代目片岡市蔵) au début de 1865, presque trois ans après la mort de son prédécesseur. Son nom cesse de paraître sur les affiches kabuki au cours des dernières années de l'époque d'Edo.

### Noms
Ichizō II est associé aux noms suivants durant toute sa carrière :
- Noms de scène : Kataoka Takizō, Nakamura Hangorō, Nakamura Kajaku (1857-1860), Kataoka Jūzō (1860-1865), Kataoka Ichizō (1865-)
- Haimyō: Kajaku, Roen
- Yagō: Yamagataya

## Kataoka Ichizō III

### Biographie
Kataoka Ichizō III (3代目片岡市蔵) naît en 1851 dans la ville de Soemon (宗右衛門町) de la banlieue d'Osaka. Son père est l'artiste Kameya Kichibe (亀屋吉兵衛) et ses deux frères ainés sont les acteurs kabuki Mimasu Inemaru (三桝稲丸) et Kataoka Gadō II (2代目片岡我當). Sa première apparition professionnelle sur scène a lieu à Osaka en 1855. Il est connu pour la variété de son talent et en particulier ses rôles de katakiyaku (« méchants ») et fukeyaku (« vieillards »). Après la mort soudaine de son frère Inemaru, Ichizō III est contraint d'abandonner le kabuki et commence un apprentissage dans le commerce. Il retourne cependant sur scène et devient élève de Kataoka Nizaemon VIII en 1886. En 1887, il prend le nom Ichizō III, titre qu'il porte jusqu'à sa mort en décembre 1906.

### Noms
- Nom personnel : Naojiro (直次郎?)
- Noms de scène : Mimasu Kamezō (三枡亀蔵?) (1855), Kataoka Chōjūro VI (6代目片岡蝶十郎?) (c. 1869), Kataoka Gakuzaburo (片岡我久三郎?) (1886), Kataoka Ichizō III (1887)
- Haimyō : Gashō (我升?)
- Yagō : Matsushimaya (松島屋?), Kataichi (片市?)[9].

## Kataoka Ichizō IV

### Biographie
Kataoka Ichizō IV (4代目片岡市蔵) naît dans le district Shitaya de Tokyo en 1880. Il est plus tard adopté par Ichizō III qui le forme jusqu'à ses débuts au théâtre Nakamura-za de Tokyo en 1887. Il continue à jouer jusqu'au déclenchement de la guerre russo-japonaise en 1904 qui l'envoie au front. En 1906, il est libéré de l'armée. L'euphorie générale après la victoire militaire du Japon se reporte au théâtre où les salles sont souvent bondées. En 1909, presque 3 ans après la mort de son père adoptif, il lui succède à la tête de la lignée Ichizō. Il porte ce titre jusqu'à sa mort en 1926, ce qui signifie que sa carrière couvre les ères Meiji et Taishō.
Ichizō IV est réputé pour sa forte voix et sa personnalité qui font de lui un acteur bien adapté à de forts rôles principaux. Il est salué en particulier pour ses rôles féminins onnagata (女形) ainsi que ses représentations de danses traditionnelles (en) shosagoto (所作事) et buyō (舞踊).

### Noms
- Nom personnel : Kataoka Ryūnosuke (片岡竜之助?)
- Noms de scène : Kataoka Kamezō III (三代目片岡亀蔵?) (1887-1904), Kataoka Jūzō IV (四代目片岡十蔵?) (1904-1909), Kataoka Ichizō IV (1909-1926)
- Haimyō : Gashō
- Yagō: Matsushimaya[10]

### Représentation
- Natori Shunsen[11]

## Kataoka Ichizō V

### Biographie
Né à Tokyo le 10 février 1916, Ichizō V (五代目片岡市蔵) est le fils ainé d'Ichizō IV. Il paraît pour la première fois sur une scène kabuki en janvier 1922 au théâtre Shintomi-za (新富座) de Tokyo dans le rôle d'un enfant. Il devient chef de la lignée Kataoka Ichizō en octobre 1934. Après la guerre il rejoint la troupe de Matsumoto Kōshirō VII (七代目松本幸四郎). Après la mort de Matsumoto, il devient élève d'Ichikawa Danjūrō XI (十一代目市川團十郎). Le 30 juin 1991, Ichizō, alors âgé de 75 ans, tombe du quai de la station de métro Yushima à Tokyo et se tue.
Ichizō V est connu pour ses interprétations de seconds rôles. Ses deux fils suivent ses pas et sont également acteurs kabuki, l'ainé sous le nom Kataoka Ichizō VI (六代目片岡市蔵) et le second sous celui de Kataoka Kamezō IV (四代目片岡亀蔵). Se fille épouse Shunpūtei Itchōno (春風亭一朝), récitant de rakugo (落語).

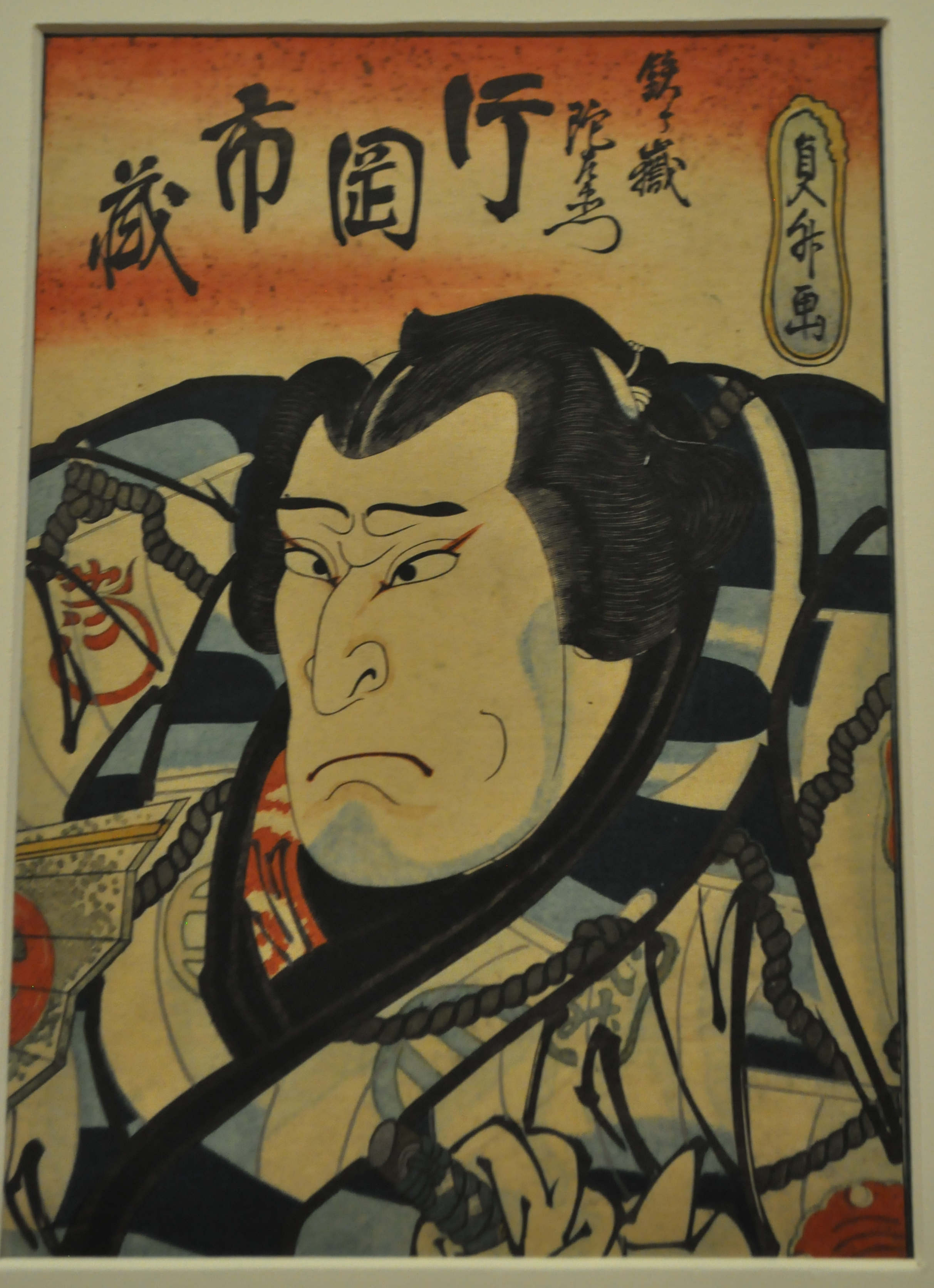
Sadamasu - Portrait de Kataoka Ichizō I

### Noms
- Nom personnel : Kataoka Tarō (片岡太郎?)
- Noms de scène :  Kataoka Ichizō V (1934-1991)
- Haimyō : Gashō (我升?)
- Yagō : Matsushimaya

### Signature de rôles
- Kitamura Daizen (北村大膳?) dans Kumo ni Magō Ueno no Hatsuhana (天衣紛上野初花?)
- Kajiwara Kagetaka (梶原景高?) dans Ichi no Tani Futaba Gunki (一谷嫩軍記?)
- Sagizaka Bannai (鷺坂伴内?) dans Kanadehon Chūshigura (仮名手本忠臣蔵?)

## Kataoka Ichizō VI

### Biographie
Kataoka Ichizō VI (六代目片岡市蔵), né à Tokyo le 12 décembre 1958, est le fils ainé de Ichizō V. Il est acteur principal depuis 1985 et porte le titre Ichizō VI depuis le mois de mai 2003. Membre de l'« Organisation pour la défense du Kabuki » (伝統歌舞伎保存会), il joue sur les scènes étrangères dont l'opéra de Paris. Son jeune frère Kataoka Kamezō IV (四代目片岡亀蔵) est son élève.

### Noms
- Nom personnel : Kataoka Kōichi (片岡幸一?)
- Noms de scène : Kataoka Kōichi (1962-1969), Kataoka Jūzō (六代目片岡十蔵?) (1969-2003), Kataoka Ichizō VI (六代目片岡市蔵?) (2003-)
- Haimyō : Gashō
- Yagō : Matsushimaya[12]

### Signature des rôles
- Kunizamurai Rikinta (国侍利金太?) dans Sukeroku Yukari no Edo Zakura (助六由縁江戸桜?)
- Kōmori Yasu (蝙蝠安?) dans Yowa Nasake Ukina no Yokogushi (与話情浮名横櫛?)[12].

### Prix et récompenses
- 1972 : Prix d'encouragement du Théâtre National (国立劇場奨励賞)
- 1983 : Prix d'encouragement du Théâtre National (国立劇場奨励賞)
- 1989 : Prix d'encouragement du Kansai de l'Association de préservation du kabuki (関西で歌舞伎を育てる会奨励賞)
- 1990 : Prix Mayama Seika du meilleur second rôle (眞山青果賞助演賞)
- 1993 : Prix d'encouragement du Théâtre National (国立劇場奨励賞)
- 1995 : 1er Prix annuel d'encouragement de l'Association des acteurs japonais (第一回日本俳優協会賞奨励賞)
- 1997 : Prix du Kabuki-za (歌舞伎座賞)
- 2009 : Prix d'excellence du Théâtre National (国立劇場優秀賞)
- 2010 : Prix d'encouragement du Théâtre National (国立劇場奨励賞)[12].

## Source de la traduction
- (en) Cet article est partiellement ou en totalité issu de l’article de Wikipédia en anglais intitulé « Kataoka Ichizo » (voir la liste des auteurs).